# Fayal-brezal

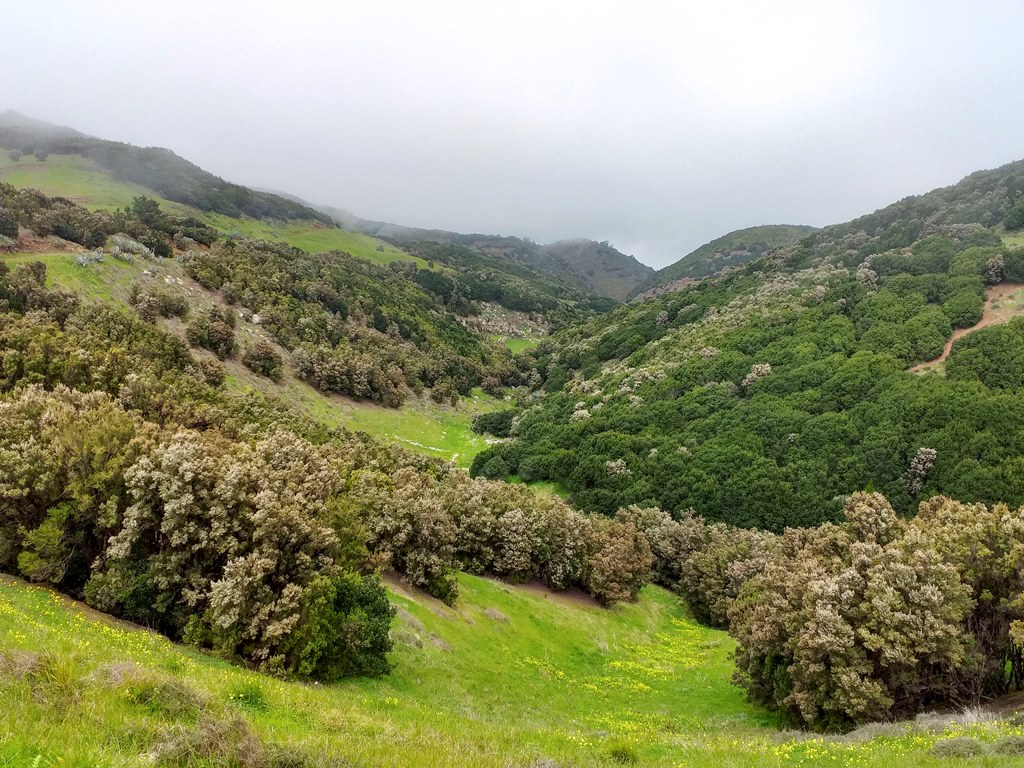
Fayal-brezal en la isla de El Hierro

El fayal-brezal es una formación boscosa propia del bosque húmedo o monteverde en las islas Canarias. Sus principales componentes son la faya (Morella faya) y el brezo canario (Erica canariensis), ambas especies pioneras de crecimiento lento, alcanzan dimensiones arbóreas y sirven de protección a especies más exigentes y cubierta a comunidades degradadas. 
Esta formación suele ocupar las zonas superiores de la franja de bosque húmedo, haciendo de transición entre la laurisilva y la zona de pinares. Esto se debe a que las especies que la forman pueden soportar temperaturas más bajas y son más xerófilas que el resto de especies de laurisilva. El fayal-brezal es también una formación que suele quedar como reliquia de laurisilva cuando esta ha sido sobre-explotada por el uso humano. En estas circunstancias, se ha establecido por sí misma en un determinado sitio, en determinadas condiciones climáticas, debido a las acciones antrópicas por un largo tiempo, es decir, el estado de desequilibrio asintótico de un ecosistema local tras la destrucción de la cubierta original y puede constituir un paso a la regeneración de la vegetación clímax.